# Wikariat Atripalda
Wikariat Atripalda – jeden z 6 wikariatów rzymskokatolickiej diecezji Avellino we Włoszech. 
Według stanu na wrzesień 2017 w skład wikariatu Atripalda wchodziło 10 parafii rzymskokatolickich. 

## Lista parafii
Źródło:
| Lp. | Miejscowość              | Parafia                                        | Grafika | Kościół                                                                | Adres                                          | Proboszcz                |
| --- | ------------------------ | ---------------------------------------------- | ------- | ---------------------------------------------------------------------- | ---------------------------------------------- | ------------------------ |
| 1   | San Potito Ultra         | Parafia św. Antoniego                          |         | Kościół św. Antoniego w San Potito Ultra                               | Piazza Libertà, 1                              | Sac. Ranieri Picone      |
| 2   | Atripalda                | Parafia św. Hipolita                           |         | Kościół św. Hipolita w Atripalda                                       | Piazza Tempio Maggiore, 1 83042 Atripalda (AV) | Sac. Vincenzo De Stefano |
| 3   | Manocalzati              | Parafia św. Marka Ewangelisty                  |         | Kościół św. Marka Ewangelisty w Manocalzati                            | Piazza S.Marco,16                              | Sac. Mario Cella         |
| 4   | Candida                  | Parafia Najświętszej Maryi Panny Wniebowziętej |         | Kościół Najświętszej Maryi Panny Wniebowziętej w Candida               | Piazza dei Martiri                             | Sac. Ranieri Picone      |
| 5   | Chiusano di San Domenico | Parafia Najświętszej Maryi Panny Anielskiej    |         | Kościół Najświętszej Maryi Panny Anielskiej w Chiusano di San Domenico | Via G. Marconi                                 | Sac. Antonio Romano      |
| 6   | Atripalda                | Parafia Najświętszej Maryi Panny z góry Karmel |         | Kościół Najświętszej Maryi Panny z góry Karmel w Atripalda             | Via Roma                                       | Sac. Ranieri Picone      |
| 7   | Parolise                 | Parafia św. Witaliana, biskupa                 |         | Kościół św. Witaliana w Parolise                                       | Piazza Chiesa                                  | Sac. S. Antonio De Feo   |
| 8   | Serino                   | Parafia św. Jana, św. Łukasza i św. Wawrzyńca  |         | Kościół św. Jana, św. Łukasza i św. Wawrzyńca w Serino                 |                                                | Sac. Gianluca Perrelli   |
| 9   | Sorbo Serpico            | Parafia Najświętszego Imienia Jezusa i Maryi   |         | Kościół Najświętszego Imienia Jezusa i Maryi w Sorbo Serpico           | Piazza F. Amatucci                             | Sac Silvio Pacilio       |
| 10  | Salza Irpina             | Parafia Świętych Apostołów Piotra i Pawła      |         | Kościół Świętych Apostołów Piotra i Pawła w Salza Irpina               | Via Cupazzi                                    | Sac. S. Antonio De Feo   |